# Shipping Wars : Livraison impossible
Shipping Wars : livraison impossible est une série documentaire américaine diffusée depuis le 10 janvier 2012 sur A&E. L'émission suit divers transporteurs indépendants qui transportent des marchandises dont les transporteurs traditionnels soit ne peuvent pas ou ne veulent pas les transporter. Ils sont en concurrence pour les marchandises des ventes aux enchères qui sont chronométrées, dirigées par la société uShip, qui gèrent des ventes aux enchères en ligne pour les camionneurs indépendants.
Au Québec, l'émission est diffusée depuis avril 2013 sur Canal D, en France, l'émission est diffusée depuis le 2 février 2015 sur Planète+ A&E et depuis le 2 septembre 2015 sur 6ter. La série documentaire est aussi diffusée à partir du 19 septembre 2016 sur Numéro 23 en commençant par la saison 3.
Depuis le 16 février 2019 RMC Découverte diffuse la série.

## Histoire
Dans un épisode typique, les transporteurs enchérissent sur deux emplois figurant sur le site d'uShip. Chaque client a la possibilité d'attribuer le travail soit au plus bas prix, ou au plus offrant sur la base des commentaires des anciens clients. Les gagnants des enchères chargent leurs cargaisons et tentent de livrer intact dans le délai imparti par le client. Les réactions et les évaluations des clients sont affichées ainsi que les charges livrées. À la fin de l'épisode, le bénéfice ou la perte nette de chaque transporteur est indiqué à l'écran, avec les frais dépensés (carburants, main-d'œuvre, pénalités de retard, amendes, etc.), soustrait du montant de l'enchère pour déterminer le bénéfice global ou la perte. À certains moments, un transporteur prendra des dispositions pour transporter une ou plusieurs autres charges sur le même voyage, avec l'argent supplémentaire compris dans son palmarès, ou sera incapable de remplir un emploi en raison du poids de la charge ou de la sécurité routière.

## Participants
Transporteur actuel  Transporteur précédent  Saison partielle
| Transporteur                                                 | Saison 1 | Saison 2 | Saison 3 | Saison 4 | Saison 5 | Saison 6 | Saison 7 | Saison 8 |
| ------------------------------------------------------------ | -------- | -------- | -------- | -------- | -------- | -------- | -------- | -------- |
| Marc Springer (Le déménageur)                                |          |          |          |          |          |          |          |          |
| Jennifer Brennan (Calamity Jen)                              |          |          |          |          |          |          |          |          |
| Jarrett Joyce (Le bleu)                                      |          |          |          |          |          |          |          |          |
| Dusty Davies (The Prodigy)                                   |          |          |          |          |          |          |          |          |
| Todd et Tamera Sturgis (The Double Threat)                   |          |          |          |          |          |          |          |          |
| Jessica Samko (The Road Warrior)                             |          |          |          |          |          |          |          |          |
| Suzanne et Scott Bawcom (Les vétérans)                       |          |          |          |          |          |          |          |          |
| Roy Garber (Le professionnel)                                |          |          |          |          |          |          |          |          |
| Christopher Hanna et Robbie Welsh (Le couple infernal)       |          |          |          |          |          |          |          |          |
| Courtney Carter et Chelsea Chirila (Two Blondes and a Truck) |          |          |          |          |          |          |          |          |

## Décès de Roy Garber
Roy Garber est décédé le vendredi 17 janvier 2014. Selon les principaux organes de presse des États-Unis, il a subi une crise cardiaque massive et a été transporté dans un hôpital du Texas, où il est décédé peu de temps après. Il avait 49 ans  Il était un des participants principaux des saisons 1 à 5 et dans les deux premiers épisodes de la saison 6.

## Épisodes

### Saison 1 (2012)
| Numéro d'épisode | Titre original            | Titre français             | Diffusion aux États-Unis | Diffusion en France | Audience US (en millions) |
| ---------------- | ------------------------- | -------------------------- | ------------------------ | ------------------- | ------------------------- |
| 01               | Shipping Wars (Pilot)     | Livraison impossible       | 10 janvier 2012          | 2 septembre 2015    | 3.084                     |
| 02               | Double Down and Bean Town | La cabine téléphonique     | 10 janvier 2012          | 2 septembre 2015    | 2.957                     |
| 03               | Cash for Tanks            | Les tanks                  | 17 janvier 2012          | 2 septembre 2015    | 2.272                     |
| 04               | Bullship                  | Les taureaux               | 17 janvier 2012          | 2 septembre 2015    | 2.272                     |
| 05               | Pain in the Caboose       | Le wagon                   | 24 janvier 2012          | 2 septembre 2015    | 2.587                     |
| 06               | Camel in Tow              | Le chameau                 | 24 janvier 2012          | 9 septembre 2015    | 2.396                     |
| 07               | Tavern on the Greenbacks  | Le food truck              | 31 janvier 2012          | 9 septembre 2015    | 2.175                     |
| 08               | Jennifer's Arch           | L'arche de Jennifer        | 31 janvier 2012          | 9 septembre 2015    | 2.393                     |
| 09               | Baja or Bust              | Le bateau pirate           | 7 février 2012           | 9 septembre 2015    | 1.919                     |
| 10               | May the Ship be With You  | Que la force soit avec toi | 7 février 2012           | 16 septembre 2015   | 1.946                     |

### Saison 2 (2012)
| Numéro d'épisode | Titre original                       | Titre français       | Diffusion aux États-Unis | Diffusion en France | Audience US (en millions) |
| ---------------- | ------------------------------------ | -------------------- | ------------------------ | ------------------- | ------------------------- |
| 01               | One Crystal Short of a Geode         | Les sculptures       | 7 août 2012              | 16 septembre 2015   | 1.970                     |
| 02               | Two Halves of the Same Willie        | Les Simpson          | 7 août 2012              | 16 septembre 2015   | 1.862                     |
| 03               | The King and His Axe                 | L'esprit d'Elvis     | 14 août 2012             | 23 septembre 2015   | 2.011                     |
| 04               | Love at First Flight                 | Le planeur           | 14 août 2012             | 23 septembre 2015   | 1.529                     |
| 05               | Chicken Ship                         | Les poulaillers      | 21 août 2012             | 23 septembre 2015   | 1.952                     |
| 06               | From Sphere to Infinity & Beyond     | La sphère            | 21 août 2012             | 30 septembre 2015   | 1.666                     |
| 07               | Mud Bug Boogie                       | Le trolleybus        | 28 août 2012             | 30 septembre 2015   | 1.940                     |
| 08               | Not with a Whimper but a Bang        | Le bunker            | 28 août 2012             | 30 septembre 2015   | 2.043                     |
| 09               | Planes, Pains, and a Spire of Flames | L'avion              | 11 septembre 2012        | 7 octobre 2015      | 1.722                     |
| 10               | Flux Capacity                        | La Delorean          | 11 septembre 2012        | 7 octobre 2015      | 1.784                     |
| 11               | Wheels of Misfortune                 | Le manège            | 18 septembre 2012        | 7 octobre 2015      | 1.837                     |
| 12               | Wings, A Prayer, and a Know-It-All   | L'avion DC7          | 18 septembre 2012        | 7 octobre 2015      | 1.821                     |
| 13               | Cruisin' for a Bruisin               | Le gâteau de mariage | 2 octobre 2012           | 14 octobre 2015     | 1.630                     |
| 14               | Big Idea, Bad Idea                   | Le château d'eau     | 2 octobre 2012           | 14 octobre 2015     | 1.487                     |

### Saison 3 (2012-2013)
| Numéro d'épisode | Titre original                         | Titre français                          | Diffusion aux États-Unis | Diffusion en France | Audience US (en millions) |
| ---------------- | -------------------------------------- | --------------------------------------- | ------------------------ | ------------------- | ------------------------- |
| 01               | Safari So Good                         | Le lion, le tigre et le zèbre empaillés | 12 décembre 2012         | 14 octobre 2015     | 1.721                     |
| 02               | More Bullship                          | Le retour des taureaux                  | 12 décembre 2012         | 21 octobre 2015     | 1.732                     |
| 03               | Return to Send-Arrrggghhh!             | Les jouets pour enfants                 | 19 décembre 2012         | 21 octobre 2015     | 1.800                     |
| 04               | Geometrically Challenged               | Le bateau de course                     | 19 décembre 2012         | 21 octobre 2015     | 1.840                     |
| 05               | The Carney Code                        | La voiture électrique                   | 26 décembre 2012         | 28 octobre 2015     | 1.593                     |
| 06               | Frankenship Horrors                    | Les créatures de Frankenstein           | 9 janvier 2013           | 28 octobre 2015     | 2.077                     |
| 07               | Damaged Goods                          | Le monster truck                        | 9 janvier 2013           | 28 octobre 2015     | 2.111                     |
| 08               | Candy, Karma, and Catastrophes         | Le submersible                          | 16 janvier 2013          | 4 novembre 2015     | 1.742                     |
| 09               | Rock 'em, Sock 'em, Ride 'em, Drop 'em | Le ring                                 | 16 janvier 2013          | 4 novembre 2015     | 1.808                     |
| 10               | The Good, The Bad, and The Evel        | Le bon,le mauvais et le cascadeur       | 23 janvier 2013          | 4 novembre 2015     | 1.645                     |
| 11               | Wearheads and Gearheads                | Le missile nucléaire                    | 23 janvier 2013          | 11 novembre 2015    | 1.565                     |
| 12               | Tyrannosaurus Hex                      | Les dinosaures                          | 30 janvier 2013          | 11 novembre 2015    | 1.660                     |

### Saison 4 (2013)
| Numéro d'épisode | Titre original                     | Titre français          | Diffusion aux États-Unis | Diffusion en France | Audience US (en millions) |
| ---------------- | ---------------------------------- | ----------------------- | ------------------------ | ------------------- | ------------------------- |
| 01               | Manners Meltdown and Minor Mishaps | S.O.S                   | 11 juin 2013             | 30 mars 2019        | 1.585                     |
| 02               | If the Boat's a Rockin'...         | La Fender               | 11 juin 2013             | 30 mars 2019        | 1.624                     |
| 03               | Monkey Business                    | Business de singes      | 18 juin 2013             | 30 mars 2019        | 1.771                     |
| 04               | Dysfunction Junction               | Mauvaise surprise       | 18 juin 2013             | 30 mars 2019        | 1.464                     |
| 05               | A Fairy Tale Disaster              | Troisième passager      | 25 juin 2013             | 30 mars 2019        | 1.744                     |
| 06               | Crypto-Prank-ology                 | Bizzarie en tous genres | 25 juin 2013             | 30 mars 2019        | 1.861                     |
| 07               | Punch Drunk Love                   | Punch Drunk Love        | 2 juillet 2013           | 6 avril 2019        | 1.763                     |
| 08               | Broken Down and Busted             | Épreuve de patience     | 2 juillet 2013           | 6 avril 2019        | 1.923                     |
| 09               | High Tech Rednecks                 | Les automates           | 9 juillet 2013           | 6 avril 2019        | 1.646                     |
| 10               | Old Man and The Sea Life           | Les dents de la mer     | 16 juillet 2013          | 6 avril 2019        | 1.665                     |
| 11               | Bidder Bee-ware!                   | Transport d'abeilles    | 23 juillet 2013          | 6 avril 2019        | 1.645                     |
| 12               | Ready, Set... Pedal!               | Arcade games            | 30 juillet 2013          | 6 avril 2019        | 1.332                     |

### Saison 5 (2013-2014)
| Numéro d'épisode | Titre original                                   | Titre français       | Diffusion aux États-Unis | Diffusion en France | Audience US (en millions) |
| ---------------- | ------------------------------------------------ | -------------------- | ------------------------ | ------------------- | ------------------------- |
| 01               | A Whole Bunch of Cluck-Ups                       | Mauvaise passe       | 3 décembre 2013          | 7 avril 2019        | 1.309                     |
| 02               | Guys and Dolls                                   | Co-voiturage         | 3 décembre 2013          | 13 avril 2019       | 1.275                     |
| 03               | Buggin' Out                                      | Père et fille        | 10 décembre 2013         | 13 avril 2019       | 1.364                     |
| 04               | Flight of the Giant Baby Head                    | Retour à Austin      | 10 décembre 2013         | 13 avril 2019       | 1.272                     |
| 05               | We Come in Pieces!                               | Convention Star Trek | 17 décembre 2013         | 13 avril 2019       | 1.363                     |
| 06               | Chivalry's Dead... Roy Killed It                 | Esprit renaissance   | 17 décembre 2013         | 13 avril 2019       | 1.231                     |
| 07               | War of the Roses                                 | Bain chaud           | 24 décembre 2013         | 13 avril 2019       | 1.539                     |
| 08               | Pop, the Tragic Dragon                           | Transport de dragon  | 24 décembre 2013         | 13 avril 2019       | 1.625                     |
| 09               | Drilling & Probing                               | Sale boulot          | 7 janvier 2014           | 20 avril 2019       | 1.533                     |
| 10               | What NOT to Expect When You're Expecting Jarrett | Vestige de guerre    | 7 janvier 2014           | 20 avril 2019       | 1.530                     |
| 11               | Jack Pots & Cheap Shots                          | Pari musclé          | 14 janvier 2014          | 20 avril 2019       | 1.398                     |
| 12               | It's My Party & I'll Shoot You If I Want To      | Mauvais anniversaire | 14 janvier 2014          | 20 avril 2019       | 1.507                     |

### Saison 6 (2014)
| Numéro d'épisode | Titre original                                      | Titre français                          | Diffusion aux États-Unis | Diffusion en France | Audience US (en millions) |
| ---------------- | --------------------------------------------------- | --------------------------------------- | ------------------------ | ------------------- | ------------------------- |
| 01               | Giant Pains in the Ass                              | Arcade game                             | 3 juin 2014              | 20 avril 2019       | 1.418                     |
| 02               | Who You Gonna Call!? ...Not Two Blondes and a Truck | Défi Dino                               | 3 juin 2014              | 20 avril 2019       | 1.491                     |
| 03               | Highway to the Stranger Zone                        | Autoroute en zone paranormale           | 10 juin 2014             | 20 avril 2019       | 1.422                     |
| 04               | Three Horses and a Funeral                          | Trois chevaux et un enterrement         | 10 juin 2014             | 6 mai 2019          | 1.271                     |
| 05               | A Tactical Disaster                                 | La tactique du désastre                 | 17 juin 2014             | 6 mai 2019          | 1.490                     |
| 06               | Head Today, Gong Tomorrow                           | Gongs et guillotines                    | 17 juin 2014             | 6 mai 2019          | 1.540                     |
| 07               | Spaced Invaders                                     | Space invaders                          | 24 juin 2014             | 6 mai 2019          | 1.163                     |
| 08               | I Can't Believe It's Not Better                     | Comme dans du beurre                    | 24 juin 2014             | 6 mai 2019          | 1.217                     |
| 09               | Fiberglass, Steel, and Iron Wills                   | Qui s'y frotte, s'y pique               | 1er juillet 2014         | 6 mai 2019          | 1.544                     |
| 10               | Perfect like Roy                                    | Parfait comme Roy                       | 1er juillet 2014         | 6 mai 2019          | 1.341                     |
| 11               | Hernias and Hissy Fits                              | Hernies et caprices                     | 8 juillet 2014           | 6 mai 2019          | 1.339                     |
| 12               | Punk-Drunk Love                                     | Jessica vs robot                        | 8 juillet 2014           | 6 mai 2019          | 1.376                     |
| 13               | Do No Bodily Harm                                   | Transport de cadavres                   | 15 juillet 2014          | 6 mai 2019          | 1.241                     |
| 14               | Hummers and Bummers                                 | Hummers et malheurs                     | 15 juillet 2014          | 7 mai 2019          | 1.239                     |
| 15               | Love Is a Crazy Carnival Ride                       | L'amour c'est comme un tour de manège   | 22 juillet 2014          | 7 mai 2019          | 1.645                     |
| 16               | Monsters, Mannequins, and Mayhem                    | Monstres, mannequins et gros bordel     | 22 juillet 2014          | 7 mai 2019          | 1.221                     |
| 17               | To the Moon and Back                                | Aller-retour sur la lune                | 29 juillet 2014          | 7 mai 2019          | 1.332                     |
| 18               | Problems Set In Stone                               | Pierre qui roule amasse-t-elle mousse ? | 29 juillet 2014          | 7 mai 2019          | 1.000                     |
| 19               | Big Wine & Bigger Pine                              | Du pin et du vin                        | 5 août 2014              | 7 mai 2019          | NC                        |
| 20               | Stuck in the Vending Vortex                         | Un distributeur pas comme les autres    | 5 août 2014              | 7 mai 2019          | NC                        |

### Saison 7 (2014-2015)
| Numéro d'épisode | Titre original                              | Titre français                             | Diffusion aux États-Unis | Diffusion en France | Audience US (en millions) |
| ---------------- | ------------------------------------------- | ------------------------------------------ | ------------------------ | ------------------- | ------------------------- |
| 01               | Goose Bumps in the Roads                    | Poids plume                                | 18 novembre 2014         | 9 mai 2019          | NC                        |
| 02               | The Silver Whining Playbook                 | Papillons et lingots d'or                  | 18 novembre 2014         | 9 mai 2019          | NC                        |
| 03               | Smooth Sailin', Rough Ridin                 | Une péniche hors-normes                    | 25 novembre 2014         | 9 mai 2019          | NC                        |
| 04               | Mini Golf & Massive Headaches               | Mini-golf, maxi-sculptures                 | 25 novembre 2014         | 9 mai 2019          | NC                        |
| 05               | Power Rangers & Vampire Dangers             | Les power rangers contre les vampires      | 2 décembre 2014          | 9 mai 2019          | 1.309                     |
| 06               | Big Pigs Fly, Little Pirates Cry            | Cochon géant et petits pirates             | 2 décembre 2014          | 9 mai 2019          | 1.275                     |
| 07               | Up in Smoke & Going Broke                   | Rock' n' roll explosion                    | 9 décembre 2014          | 9 mai 2019          | 1.364                     |
| 08               | It's a Rock-A-Fire Implosion!               | "Il faut sauver l'écurie "                 | 9 décembre 2014          | 10 mai 2019         | 1.272                     |
| 09               | Fire and Rescue                             | "Sauvé des flammes"                        | 10 février 2015          | 10 mai 2019         | NC                        |
| 10               | Can't See the Sherwood Forest for the trees | "La légende de la forêt de Sherwood"       | 10 février 2015          | 10 mai 2019         | NC                        |
| 11               | Crying For Your Art                         | "L'art ne meurt jamais, mais s'abîme vite" | 17 février 2015          | 10 mai 2019         | NC                        |
| 12               | Looney Tunes Blues                          | "Le blues des looney tunes"                | 17 février 2015          | 10 mai 2019         | NC                        |
| 13               | Big Bertha & The Molar Express              | "Big Bertha et le Molar Express"           | 24 février 2015          | 10 mai 2019         | NC                        |
| 14               | Broken Dolls & Duck Boat Stalls             | "Joyeux noël sur un petit bateau"          | 3 mars 2015              | 10 mai 2019         | NC                        |

### Saison 8 (2015)
| Numéro d'épisode | Titre original                  | Titre français                              | Diffusion aux États-Unis | Diffusion en France | Audience US (en millions) |
| ---------------- | ------------------------------- | ------------------------------------------- | ------------------------ | ------------------- | ------------------------- |
| 01               | A Tiger Chase and a Tight Place | Entre six tigres et un quartier résidentiel | 1er avril 2015           | 13 mai 2019         | NC                        |
| 02               | A Disco Robot and Castle Hassle | Robot disco, et un château                  | 1er avril 2015           | 13 mai 2019         | NC                        |
| 03               | The Empire Ships Back           | Retour vers le passé                        | 8 avril 2015             | 13 mai 2019         | NC                        |
| 04               | Gumby's 60th Veggie Surprise    | Le cadeau d'anniversaire végétarien         | 15 avril 2015            | 13 mai 2019         | NC                        |
| 05               | Holy Horrible Voice, Batman!    | La douce voix de Batman                     | 22 avril 2015            | 13 mai 2019         | NC                        |
| 06               | Munsters... the Final Frontier  | Mesurer la gravité des choses               | 29 avril 2015            | 13 mai 2019         | NC                        |

### Saison 9 (2021-2022)
| Numéro d'épisode | Titre original                        | Titre français             | Diffusion aux États-Unis | Diffusion en France | Audience US (en millions) |
| ---------------- | ------------------------------------- | -------------------------- | ------------------------ | ------------------- | ------------------------- |
| 01               | Tower of Power                        | La tour du pouvoir         | 30 novembre 2021         | 19 septembre 2023   | NC                        |
| 02               | The Creature and the Wine             | Une paie de rêve           | 30 novembre 2021         | 19 septembre 2023   | NC                        |
| 03               | Playing with Fire                     | Jouer avec le feu          | 7 décembre 2021          | 19 septembre 2023   | NC                        |
| 04               | High Flying Artifacts                 | Vestiges des temps anciens | 7 décembre 2021          | 19 septembre 2023   | NC                        |
| 05               | T-Wrecks                              | Le bateau pirate           | 14 décembre 2021         | 19 septembre 2023   | NC                        |
| 06               | Bowling for Candy                     | Le roi du bowling          | 14 décembre 2021         | 19 septembre 2023   | NC                        |
| 07               | Golf Claps and Bumper Car Scraps      | Le mini golf               | 21 décembre 2021         | 19 septembre 2023   | NC                        |
| 08               | Ghosts and Floats                     | Une voiture légendaire     | 21 décembre 2021         | 19 septembre 2023   | NC                        |
| 09               | Here's the Throne, Here's the Steeple | Vive le roi                | 4 janvier 2022           | 19 septembre 2023   | NC                        |
| 10               | Glamping on a Gondola                 | Télécabines vintage        | 4 janvier 2022           | 19 septembre 2023   | NC                        |
| 11               | Keep Calm and Carry Salon             | Comme sur des roulettes    | 11 janvier 2022          | 19 septembre 2023   | NC                        |
| 12               | Fowl Play                             | Nos amis à plumes          | 11 janvier 2022          | 19 septembre 2023   | NC                        |
| 13               | The Camel Clutch                      | La prise du chameau        | 18 janvier 2022          | 19 septembre 2023   | NC                        |
| 14               | Gaming the Ninja                      | Rétro gaming et animés     | 18 janvier 2022          | 19 septembre 2023   | NC                        |
| 15               | Racing For Neon                       | Tout ce qui brille         | 25 janvier 2022          | 19 septembre 2023   | NC                        |
| 16               | Land, Sea and the Tiki                | Livraison dans le Bayou    | 25 janvier 2022          | 19 septembre 2023   | NC                        |

## Shipping Wars UK
Le 5 janvier 2014, Channel 4 diffuse l'épisode pilote pour l'adaptation anglaise de la version américaine, Shipping Wars : livraison impossible, sous le titre Shipping Wars UK. La série anglaise reprend le format américain. Le pilote a reçu plus d'un million de téléspectateurs et, le 9 avril 2014, Channel 4 annonce la commande de 20 épisodes. Chaque épisode a une durée de 45 minutes et sera produite par Megalomedia. En France, l'émission est diffusée sur Planète+ A&E.